# Komitat Belső-Szolnok

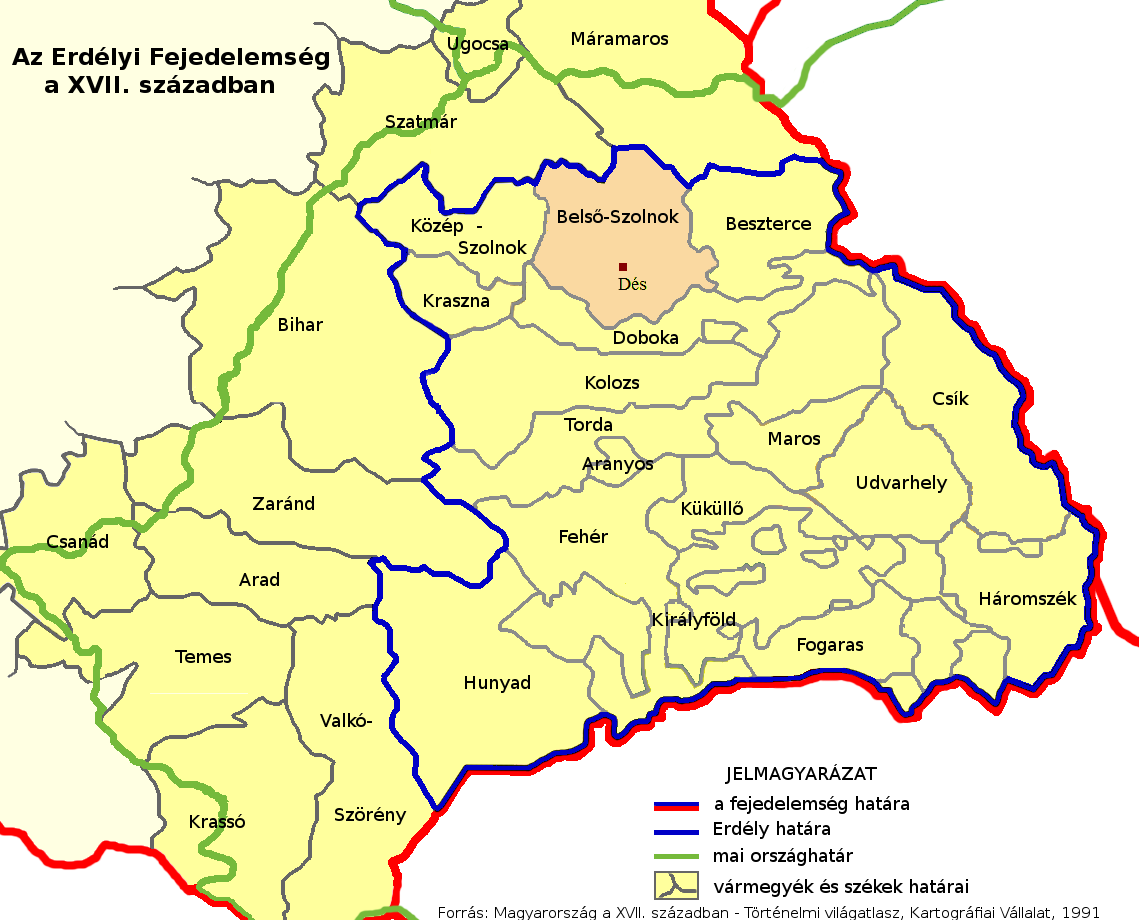
Das Komitat Belső-Szolnok (hervorgehoben) auf einer Karte Siebenbürgens aus dem 17. Jahrhundert

Das Komitat Belső-Szolnok (deutsch Innere Szolnoker Gespanschaft genannt, ungarisch Belső-Szolnok vármegye) war eine Verwaltungseinheit im Königreich Ungarn und im Großfürstentum Siebenbürgen. Verwaltungssitz war Dés.
Es wurde 1876 im Zuge der Komitatsreform in die Komitate Beszterce-Naszód und Szolnok-Doboka eingegliedert.

## Beschreibung
Die Gespanschaft wurde nicht nach der Stadt Szolnok benannt, sondern stammt vermutlich von dem Begriff "sótermelő" (Salzproduzent), der nach der Landnahme von den hier lebenden Slawen abgewandelt wurde. Ältere Quellen leiten den Namen vom Namen des Ispans Zonuk ab, der während der Regierungszeit von König Peter lebte.
Das Komitat lag im Norden Siebenbürgens und grenzte zuletzt im Norden an das Komitat Máramaros, im Osten an den Distrikt Bistritz, im Süden an das Komitat Doboka, und im Westen an den Distrikt Kővár und die Komitate Közép-Szolnok und Szatmár. Es entstand im 13. Jahrhundert und wurde 1320 erstmals urkundlich erwähnt.
Nach Niederschlagung der Ungarischen Revolution 1848/1849 wurde Siebenbürgen in sechs Bezirke unterteilt und das Komitat aufgelöst. 1861 wurde es wieder hergestellt und sein Gebiet bei der Verwaltungsreform von 1876 zusammen mit den Distrikten Bistritz und Naszód in die neu entstandenen Komitate Beszterce-Naszód Szolnok-Doboka eingegliedert. 